# إقليم بواني
إقليم بواني (بالإنجليزية: Pwani Region) هو إقليم في تنزانيا، يتبع تنزانيا، عاصمته كيباها، تبلغ مساحته 32547.0 كيلومتر مربع.